# Parastrangalis lateristriata
Parastrangalis lateristriata är en skalbaggsart som först beskrevs av Koichi Tamanuki och Mitono 1939.  Parastrangalis lateristriata ingår i släktet Parastrangalis och familjen långhorningar.
Artens utbredningsområde är Taiwan. Inga underarter finns listade i Catalogue of Life.